# Ruszkay György
Ruszkay György (Budapest, 1924. július 27. - Budapest, 1998. július 27.) magyar karikaturista, grafikus, újságíró. Szignója: RŪ.

## Életpálya
Tanulmányait a budapesti Német Iskolában végezte. 1947-ben  karikatúrái jelentek meg a Szabad Szájban. Rajzolt a Képes Kurírnak, majd külsősként a Ludas Matyi is foglalkoztatta (1947–1970). Ifjúsági és gyermek lapokban is helyet kaptak karikatúrái: Dörmögő Dömötör, Szabad Ifjúság, Magyar Ifjúság, Pajtás. Grafikákat készített a Művelt Nép, Új Világ, Béke és Szabadság lapoknak. 1957-1998 újságíró, szerkesztő. A karikatúrákon kívül készített illusztrációkat, borítókat, trükkös játékokat, szöveges rejtvényeket, logikán alapuló rejtvényeket. Jelen volt a Füles című lap indulásánál (1957), a nevéhez fűzödik a Füles-embléma - a kis szamár figura -  tervezése, illetve megrajzolása. Számos címlapot készített a Fülesnek, de nemcsak illusztrátor és tördelőszerkesztő, hanem maga is szerkeszt képrejtvényeket, játékos fejtörőket. Rajzolt képregényt is. A Fülesen kívül számos más hazai és külföldi lap munkatársa is volt. Németországban is jelentek meg művei.

## Publikációi
- 111 mini-krimi (1987)
- Asszonyok Évkönyve (1969)
- Béke és Szabadság (1956)
- Csúzli (1960)
- Dörmögő Dömötör (1957)
- Dupla vagy Semmi (1967)
- Elegancia (1959)
- Éjféli Tarka Kurír (1966)
- Fakanál
- Füles (1957–1990)
- Füles Bagoly
- Füles Évkönyve (1962–1990)
- Képes Kurír (1947)
- Ki Mit Tud (1966)
- Kirakat (1957)
- Ludas Matyi (1947–1970)
- Ludas Matyi Magazin (1968)
- Magyar Ifjúság (1957–1962)
- Művelt Nép (1953)
- Népszava Évkönyv (1975)
- Nők Lapja Kalendárium (1962)
- Ország-Világ (1957–1962)
- Pajtás (1957–1961)
- Poénportya (1989)
- Rendkívüli Füles (1974–77)
- Szabad Ifjúság (1952)
- Szabad Száj (1947–1951)
- Tábortűz (1957)
- Tavaszi rejtvények (1961´), (1967)
- Tollasbál (Szolnok, 1961)
- Új Világ (1954–1955)
- Világ Ifjúsága (1958)(1968)
- Zsákbamacska (1970)

## Németországban kiadott kötetei
- Vexierbilder (1979)
- Bilderätsel (1980)

## Díjak, elismerések
- Kiváló munkáért (1982)
- Füles Emlékgyűrű (1997)